# 65 nm
 Denne artikel bør gennemlæses af en person med fagkendskab for at sikre den faglige korrekthed.

65 nanometer (65 nm)-processen er en avanceret litografisk metode der bruges til fremstilling af CMOS Integreret kredsløb. Trykte linjebredder (transistor-gatelængder) kan nå helt ned til 25 nm på en symbolsk 65 nm-proces, afstanden mellem to linjer kan være større end 130 nm. Pr. september 2007 producerer Intel, AMD, IBM, UMC, Chartered og TSMC 65 nm-chips. Texas Instruments, Cypress Semiconductor og Motorola planlægger også sådanne produktion.

## Processorer som bruger 65 nm-fremstillingsteknologi
- Intel Pentium 4 (Cedar Mill) – 2006-01-16
- Intel Pentium D 900-serien – 2006-01-16
- Intel Celeron D (Cedar Mill-kerner) – 2006-05-28
- Intel Core – 2006-01-05
- Intel Core 2 – 2006-07-27
- Intel Xeon (Sossaman) – 2006-03-14
- AMD Athlon 64-serien (fra og med Lima) – 2007-02-20
- AMD Turion 64 X2-serien (fra og med Tyler)- 2007-05-07
- AMD Phenom-serien
- IBM's Cell Processor – PlayStation 3 – 2007-11-17
- Microsoft Xbox 360 "Falcon" CPU – 2007-09
- Microsoft Xbox 360 "Jasper" GPU – 2008-09
- Sun UltraSPARC T2 – 2007-10
- AMD Turion Ultra – 2008-06[1]
- TI OMAP 3 Family[2] – 2008-02
- Intel Itanium 2 (Tukwila) – 2008-12

## Fodnoter
1. ↑  "TG Daily – AMD preps 65 nm Turion X2 processors". Arkiveret fra originalen 13. september 2007. Hentet 14. maj 2009.
2. ↑  "Arkiveret kopi" (PDF). Arkiveret (PDF) fra originalen 23. januar 2009. Hentet 14. maj 2009.

| Hardware | Spire Denne artikel om computere og anden hardware er en spire som bør udbygges. Du er velkommen til at hjælpe Wikipedia ved at udvide den. |